# Velîkîi Bereznîi
Velîkîi Bereznîi (în ucraineană Великий Березний, în română Berezna Mare, în maghiară Nagyberezna) este așezarea de tip urban de reședință a raionului Velîkîi Bereznîi din regiunea Transcarpatia, Ucraina. În afara localității principale, mai cuprinde și satul Zabrid.

## Demografie
Componența lingvistică a așezării de tip urban Velîkîi Bereznîi
     Ucraineană (97,73%)
     Rusă (1,25%)
     Alte limbi (0,98%)
Conform recensământului din 2001, majoritatea populației așezării de tip urban Velîkîi Bereznîi era vorbitoare de ucraineană (97,73%), existând în minoritate și vorbitori de rusă (1,25%).